# Jelsa (Noorwegen)
Jelsa is een dorp en voormalige gemeente in de provincie Rogaland in Noorwegen. Het dorp ligt aan de noordkant van het Sandsfjord. De gemeente Jelsa werd opgeheven in 1965. Het is nu deel van de gemeente Suldal. In het dorp staat een kerk uit 1647. Het gebouw biedt plaats aan ongeveer 150 kerkgangers. De parochie is onderdeel van het decanaat Ryfylke van het bisdom Stavanger in de Noorse kerk.